# Åke Green
Åke Ingemar Teodor Green (ur. 3 czerwca 1941) – szwedzki pastor zielonoświątkowy.

## Dane biograficzne
Pochodzi z rodziny zielonoświątkowców. W młodości był przedsiębiorcą budowlanym. W wieku trzydziestu lat został pastorem. Pracował w kilku wspólnotach zielonoświątkowych w całej Szwecji.

## Kontrowersje wokół kazania
20 lipca 2003 Åke Green wygłosił publicznie w mieście Borgholm na Olandii kazanie, w którym przedstawił interpretację tekstu z Biblii dotyczącą homoseksualizmu. Opatrzył ją komentarzem, w którym stwierdził, że akceptacja homoseksualizmu otwiera drogę do dewiacji takich jak pedofilia i zoofilia. Jego zdaniem „Biblia jednoznacznie opisuje wszelkie zboczenia seksualne. Jest to rak na ciele społeczeństwa”. Pastor ostrzegł, że uznanie perwersji za normę może zesłać na Szwecję gniew Boga i klęski żywiołowe na podobieństwo biblijnej Sodomy. Osoby o orientacji homoseksualnej nazwał „zboczeńcami” twierdząc, że nie mogą być jednocześnie chrześcijanami. Stwierdził też, że homoseksualność jest kwestią wolnego wyboru człowieka i nie jest uwarunkowana genetycznie. Zadeklarował także, że „każdy może być wyswobodzony i uwolniony”. Pod koniec swojego kazania Green powiedział: „Nie możemy potępiać tych ludzi – Jezus też tego nigdy nie robił. Każdemu okazywał, że ma do niego głęboki szacunek jako do osoby (...) Jezus nikogo nigdy nie poniżał.”
29 czerwca 2004 sąd rejonowy uznał pastora winnym „nawoływania do nienawiści przeciwko grupie społecznej w oparciu o jej orientację seksualną” w oparciu o nowo uchwaloną ustawę rozszerzającą kryteria prześladowania mniejszości na mniejszości seksualne.
Sprawa wywołała liczne pozytywne i negatywne komentarze na całym świecie. Najostrzej zareagował słowacki minister spraw wewnętrznych Vladimír Palko z Ruchu Chrześcijańsko-Demokratycznego (KDH). 13 lipca 2004 wezwał w związku z tą sprawą ambasador Królestwa Szwecji w Bratysławie. Słowacki minister uznał wyrok za polityczny. Jego zdaniem po raz pierwszy w najnowszej historii demokratycznej Europy skazano duchownego za to, co powiedział w kazaniu. Słowacki minister powiedział ambasador, że Słowacja ma długoletnie doświadczenia z zamykaniem księży, ale ma także doświadczenia związane z ich rehabilitacją. Jego zdaniem, Królestwo Szwecji jak na razie doświadczyło tylko tego pierwszego.
11 lutego 2005 Sąd Apelacyjny odwołał skazujący wyrok stwierdzając, iż Green nie nawoływał do nienawiści przeciw osobom homoseksualnym, ale jedynie przekazywał swoją własną interpretację Biblii.
9 marca 2005 prokurator generalny odwołała się od uniewinniającego wyroku sądu apelacyjnego do Sądu Najwyższego. Rozprawa przed Sądem Najwyższym rozpoczęła się 9 listopada 2005 i zakończyła się 29 listopada. W werdykcie stwierdzono, iż pastor dopuścił się złamania szwedzkiego prawa, niemniej biorąc pod uwagę poprzednie wyroki Europejskiego Trybunału Praw Człowieka powołujące się na Art. 9 i 10 Europejskiej Konwencji Praw Człowieka Sąd Najwyższy podtrzymał wyrok uniewinniający.
W styczniu 2008 roku szwedzki Niezależny Zakon Templariuszy Dobrych zdecydował o usunięciu Åke Greena z organizacji, twierdząc, że jego opinia na temat homoseksualizmu jest w konflikcie z nauczaniem stowarzyszenia.
W sprawie pastora wypowiadali się polscy dominikanie z Poznania. Krytykowali oni wyrok, jako prawne nieporozumienie oraz nieuzasadnione nadanie przywileju preferującego wyłącznie jedno z zachowań seksualnych człowieka.
10 czerwca 2005 Åke Green przybył do Polski w przeddzień Parady Równości na zaproszenie Stowarzyszenia na rzecz Swobód Obywatelskich i Kwartalnika „Christianitas”. Prezentował stanowisko krytyczne wobec parady i prezentował szwedzką sytuację związaną z miejscem homoseksualizmu w społeczeństwie i prawie.